# 吉野川
吉野川（日语：／ Yoshinogawa */?）是位於日本四國的河川，一級水系吉野川水系的主流，發源自高知縣瓶森，經德島縣於德島市注入紀伊水道，全長194公里，流域面積3,750平方公里，約為整個四國面積的兩成。以「四國三郎」的綽號與利根川（綽號：坂東太郎）、筑後川（綽號：筑紫次郎）共同被列為被列入日本三大狂暴河川。

## 簡介
河川源頭位於愛媛縣西條市及高知縣伊野町交界處的瓶森，往南進入伊野町白猪谷後，沿著四國山地南側往東進入大豐町後轉向北流，穿越四國山地後，在三好市山城町地區與發源自愛媛縣的吉野川最長支流銅山川匯流後，進入三好市池田町地區，在池田町地區設有池田水壩，同時在此引水至香川縣提供香川縣之生活用水。吉野川在此開始也轉向東流，沿著讚岐山脈及四國山地之間一路向東，隨著地形逐漸開闊也逐漸形成德島平原，最終流入紀伊水道。吉野川也是四國內唯一水系遍及四國四縣的河川。
位於中游的溪谷大步危、小步危由於特殊的岩石地貌，成為著名的觀光景點；位於中下游距離河口三十公里處的善入寺島，為全日本面積最大的的河岛，面積達5平方公里，在20世紀初曾有3,000人居住於島上。
吉野川由於通過大量山區，常常因山區大雨造成下游洪水，甚至會在下游沒雨，但因遠在一百多公里外山區的大雨而產生洪水。也由於吉野川水位變化大，過去在中下游區域建了許多漫水橋，包括位於美馬市的脇町潛水橋、阿波市的千田潛水橋、香美潛水橋、吉野川市的川島潜水橋。

## 通過行政區劃
主流
（高知縣）伊野町→大川村→土佐町→本山町→大豐町→（德島縣）三好市→東三好町→劍町→美馬市→吉野川市→阿波市→上板町→石井町→藍住町→德島市
支流
- 高知縣
  - 南國市、香美市
- 德島縣
  - 神山町、佐那河內村、鳴門市、板野町、北島町、松茂町
- 愛媛縣
  - 新居濱市、四國中央市
- 香川縣
  - 三木町、讚岐市、東香川市

## 相關圖片

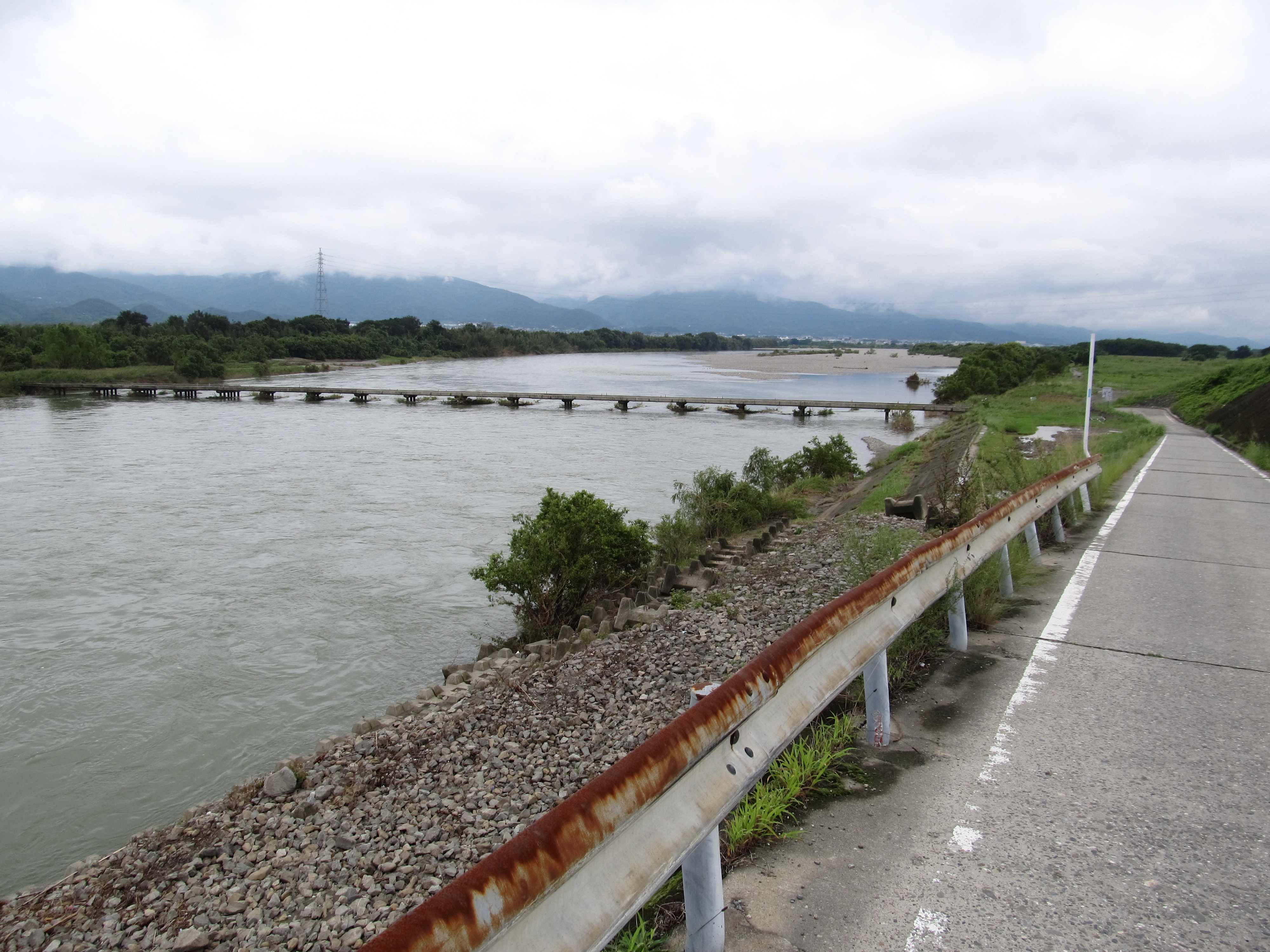
位於吉野川市的吉野川，對岸為善入寺島，河上橋梁為的川島潛水橋
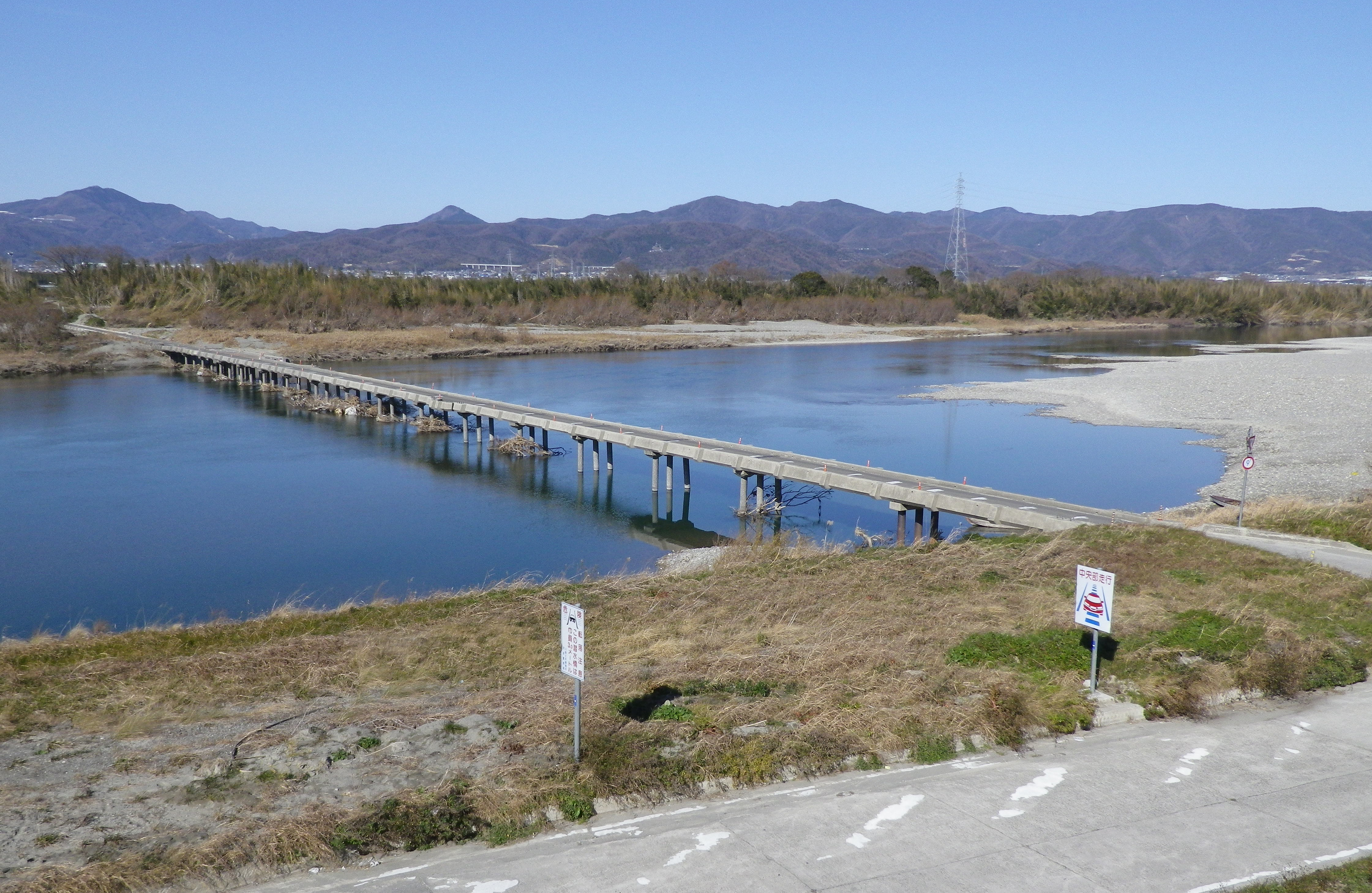
川島潛水橋
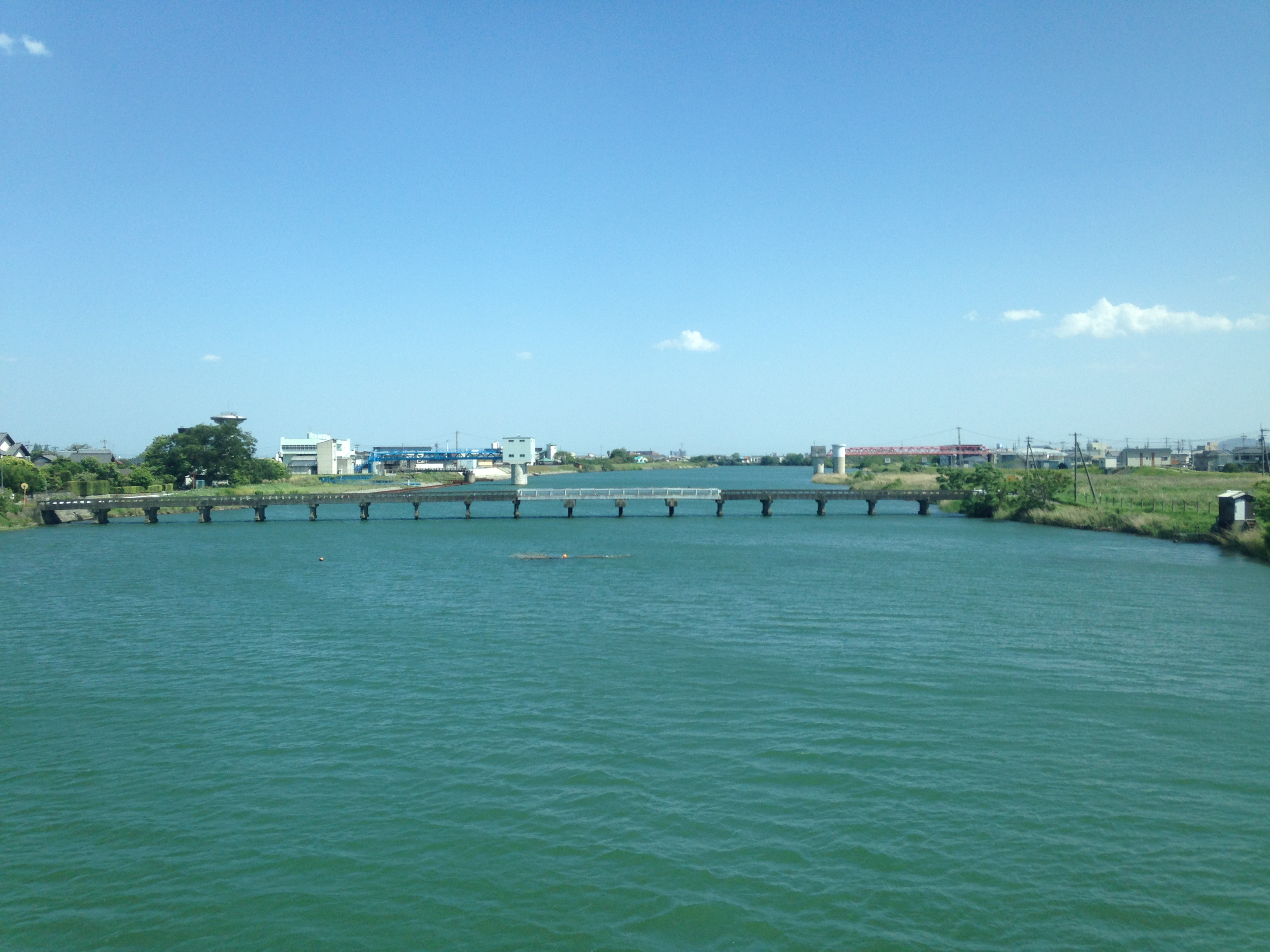
舊吉野川
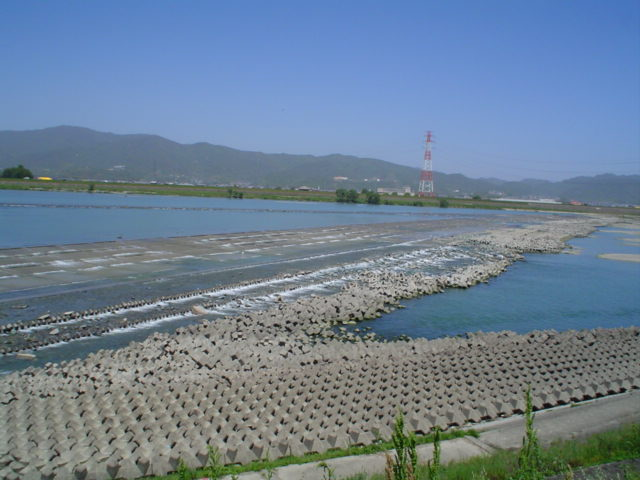
位於吉野川與舊吉野川分流處的水利設施吉野川第十堰（日语：吉野川第十堰）
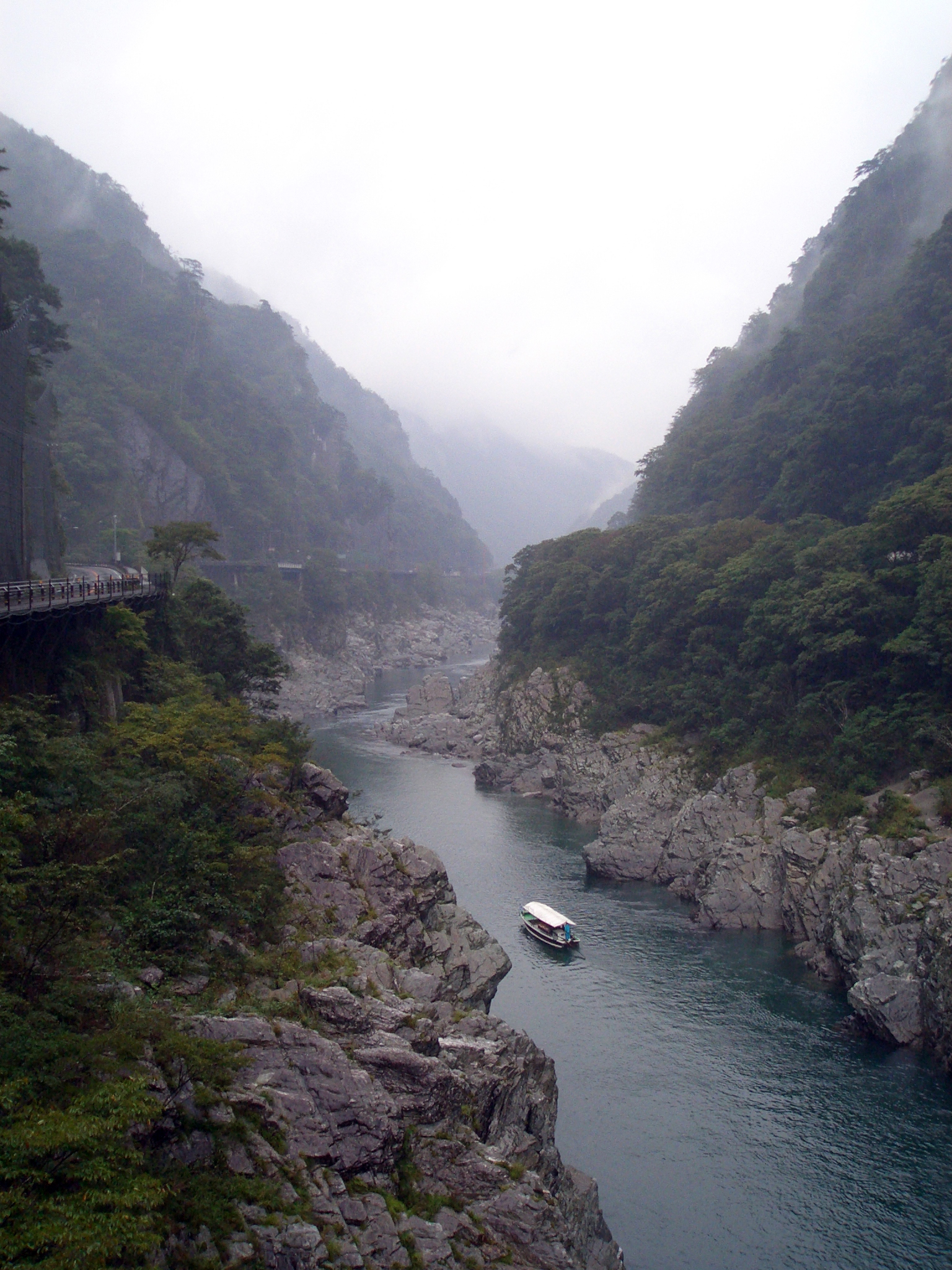
大步危峽

## 外部連結
- （日語） 四國三郎　吉野川 - 德島縣觀光情報站「阿波導航」
- （日語） 獨立行政法人水資源機構　關西・吉野川支社　吉野川本部 （页面存档备份，存于）